# Virus de la jaunisse nanisante de la pomme de terre
Alphanucleorhabdovirus tuberosum
Espèce
Synonymes
- Potato yellow dwarf alphanucleorhabdovirus (ICTV, 2019)
- Potato yellow dwarf nucleorhabdovirus (ICTV, 2015)
- Potato yellow dwarf virus (ICTV, 1976)

Le virus de la jaunisse nanisante de la pomme de terre (PYDV, anciennemennt Potato yellow dwarf alphanucleorhabdovirus) ou Alphanucleorhabdovirus tuberosum, est un virus du genre Alphanucleorhabdovirus (famille des Rhabdoviridae), dont il est l'espèce-type. C'est un virus à ARN à simple brin à polarité négative, classés dans le groupe V de la classification Baltimore.
Ce virus, isolé pour la première fois en 1922 aux États-Unis par Barrus et Chupp sur pomme de terre, n'est présent qu'en Amérique du Nord. Il infecte diverses espèces de plantes (phytovirus) de la famille des Solanaceae, dont parmi les plantes cultivées la pomme de terre et la tomate, et d'autres familles.
Il est transmis, selon un mode persistant, par des cicadelles, insectes vecteurs de la famille des Cicadellidae et des genres Aceratagallia, Agallia et Agalliota.
Ses symptômes sur pomme de terre sont variés. Les plantes sont rabougries et subissent un jaunissement généralisé, suivi d'une nécrose de la moelle des tiges. Les tubercules sont déformés, nécrosés et présentent des craquelures superficielles.